# Джо Перрі (музикант)
Ентоні Джозеф "Джо" Перрі (англ. Anthony Joseph Perry; 10 вересня 1950,  Лоренс Массачусетс, США) — американський гітарист і пісняр. Найбільш відомий як засновник та учасник гурту Aerosmith.
Журнал Rolling Stone помістив його на 48-у позицію у списку 100 найбільших гітаристів усіх часів 2003 року, і на 84-у - у списку 2011 року

## Біографія
З боку батька його родичі – португальці, вихідці з Мадейри. Його дід поміняв прізвище з Перейра на Перрі, коли переїхав до США. З боку матері — італійці з Неаполя.
Дитинство Перрі пройшло в Гопдейлі, штат Массачусетс. Його батько працював бухгалтером, а мати — викладачем гімнастики, а згодом інструктором з аеробіки. Перрі ходив у підготовчу школу Vermont Academy, школу-інтернат на 230 учнів у Сакстонс Рівер, Вермонт.
У 1968 році він перебрався в містечко Санейпі в Нью-Гемпширі і оселився на батьківській дачі, граючи на гітарі і підробляючи миттям посуду в клубі The Anchorage. Пізніше із бас-гітаристом Томом Хемільтоном вони організували блюз-тріо Pipe Dream. Протягом чотирьох років вони грали у групах Pipedream, Plastic Glass та The Jam Band. The Jam Band розпалася 1970 року. На той час розпалася група, у якій виступав Стівен Тайлер.
У 1971 склад групи, що отримала нову назву Aerosmith, доповнили гітарист Рей Табано (незабаром замінений Бредом Вітфордом) та барабанщик Джої Крамер. Aerosmith регулярно виступали у кафе, коледжах, школах та барах, маючи по 30 доларів за вечір.
До кінця 1972 у пошуках роботи вони дісталися Нью-Йорка і непосильною працею заслужили ангажемент у клубі-ресторані Max's Kansas City, де їх і відкрив для себе виконавчий директор CBS Клайв Девіс.
Виконав тему, що відкриває, до мультфільму «Людина-павук» 1994 року.